# Conogonia coerulescens
Conogonia coerulescens är en insektsart som beskrevs av Fabricius 1803. Conogonia coerulescens ingår i släktet Conogonia och familjen dvärgstritar. Inga underarter finns listade i Catalogue of Life.